# Деревенька (Парфёновский сельсовет)
Деревенька — деревня в Великоустюгском районе Вологодской области.
Входит в состав Парфёновского сельского поселения, с точки зрения административно-территориального деления — в Парфёновский сельсовет.
Расстояние по автодороге до районного центра Великого Устюга — 14,5 км, до центра муниципального образования Карасово — 3 км. Ближайшие населённые пункты — Нижнее Грибцово, Семенниково, Оленниково.
По переписи 2002 года население — 4 человека.